# Gérard Audran
Pour les articles homonymes, voir famille Audran et Audran.
Gérard Audran (ou Girard), né à Lyon le 2 août 1640 et mort à Paris le 26 juillet 1703 , est un graveur et dessinateur français.

## Biographie

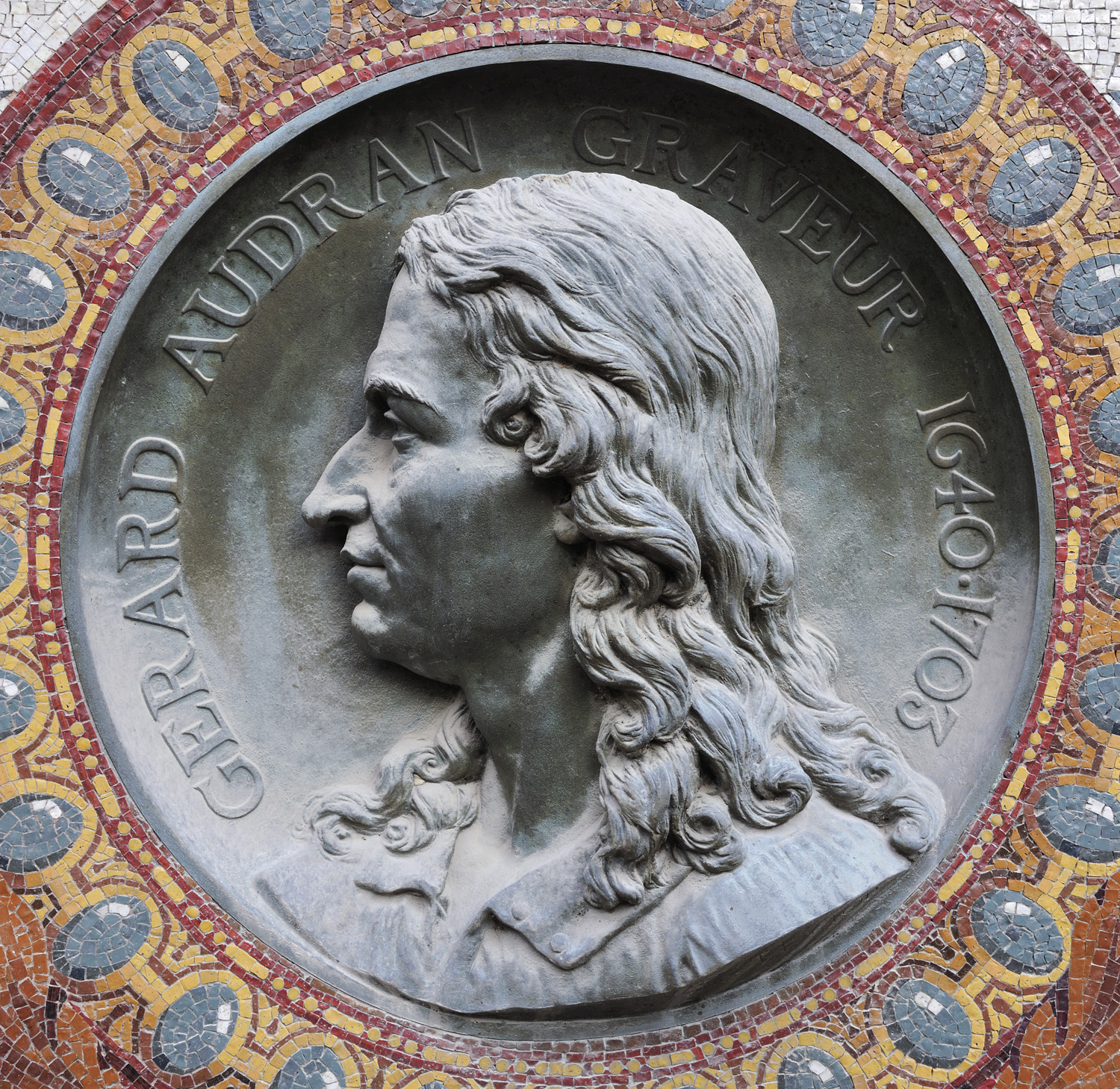
Médaillon de bronze à l'effigie de Gérard Audran, réalisé par Charles Textor

Né à Lyon en 1640, Gérard Audran est le descendant d'une dynastie de graveurs.
Il se forme pendant plusieurs années à l'art du dessin en étudiant d'abord avec son père Claude Audran I, professeur de gravure à l'Académie de Lyon et avec son oncle Charles Audran.
Charles Le Brun, dont il reste l'ami ensuite, fut aussi son professeur (1660-1664). 
Audran part ensuite se perfectionner à Rome de 1665 à 1668 où il travaille dans l'atelier de Carlo Maratta. Rappelé par Jean-Baptiste Colbert, il se fixe à Paris et est nommé graveur et pensionnaire du roi. Il est nommé pensionnaire à l'Académie royale de peinture en 1674 avant d'obtenir le titre de Conseiller de l'Académie royale de peinture et de sculpture le 21 novembre 1681,. Il est l'un des principaux graveurs d'interprétation du règne de Louis XIV. 
Il fut inhumé dans l'église Saint-Benoît-le-Bétourné de Paris dont, à sa démolition en 1831, les ossements furent transférés aux catacombes.

## Œuvre
Il grava, entre autres tableaux : 
- les Batailles d'Alexandre de Le Brun ;
- l'Enlèvement de la Vérité ;
- plusieurs autres œuvres de Nicolas Poussin ;
- le Martyre de Saint-Laurent d'Eustache Lesueur.
- Rosaire admirable  c.1680 - d'après Domenichino dit Zampieri 1581-1641

Il publia aussi un recueil de 30 planches Les proportions du corps humain, mesurées sur les plus belles figures de l'Antiquité qui parut en 1683, avant une nouvelle publication en 1785, en 1801 et une dernière en 1855.
Il collabore au Recueil des Meilleurs Desseins de Raymond La Fage, regroupant 103 pièces dont cinquante-sept traductions de dessins de Raymond Lafage en gravures, auquel cinq autres graveurs contribuent : Gérard Edelinck, Franz Ertinger, Charles Simonneau, Cornelis Vermeulen, Claude Auguste Berey, Paris, Chez Jean van der Bruggen, 1689.

## Élèves
- Louis Desplaces.
- Nicolas-Henri Tardieu.

## Reconnaissance
- La rue Audran dans le 18e arrondissement de Paris porte son nom.
- La rue Audran dans le 1er arrondissement de Lyon lui est dédiée.
- Une statue le représente sur la fontaine des Jacobins à Lyon.
- Son portrait figure parmi les gloires de la culture française dans la grande salle des séances de l'Institut de France.